# Dolní Poustevna
Dolní Poustevna är en stad i Tjeckien.   Den ligger i regionen Ústí nad Labem, i den norra delen av landet, 100 km norr om huvudstaden Prag. Dolní Poustevna ligger 310 meter över havet och antalet invånare är 1 941.
Terrängen runt Dolní Poustevna är kuperad åt sydväst, men åt nordost är den platt. Dolní Poustevna ligger nere i en dal. Runt Dolní Poustevna är det ganska tätbefolkat, med 134 invånare per kvadratkilometer. Närmaste större samhälle är Rumburk, 19,2 km öster om Dolní Poustevna. I omgivningarna runt Dolní Poustevna växer i huvudsak blandskog.